# Onay
Onay é uma comuna francesa na região administrativa de Borgonha-Franco-Condado, no departamento de Alto Sona. Estende-se por uma área de 6,68 km². Em 2010 a comuna tinha 65 habitantes (densidade: 9,7 hab./km²).